# Odia Coates
Odia Coates (Vicksburg (Mississippi), 13 november 1941 – Oakland (Californië), 19 mei 1991) was een Amerikaanse soulzangeres.

## Biografie
Coates groeide op als dochter van een predikant in Watts (Los Angeles). Als kind speelde ze piano en begon ze als gospelzangeres in het kerkkoor (Church of God in Christ). Als tiener zong ze in het Southern California State Youth Choir, waaruit bekende popmuzikanten als Billy Preston en Merry Clayton voortkwamen. In 1967 werd ze lid van de Edwin Hawkins Singers. Sinds 1968 dook ze op in clubs in Sunnyvale (Californië), aanvankelijk met de toen weinig bekende Sly & the Family Stone, terwijl ze overdag als secretaresse voor een luchtvaartmaatschappij werkte. Later sloot ze zich aan bij de band Brotherly Love, voordat ze verhuisde naar de groep Sisters Love rond Merry Clayton.
Het was via Edwin Hawkins dat Coates Paul Anka ontmoette, die haar vervolgens uitbracht bij zijn label United Artists Records. Anka was spontaan enthousiast over de jonge, getalenteerde zangeres en vroeg haar om hem te vergezellen op zijn shows en tournees. In 1974 was ze toevallig in de studio, toen Anka (You're) Having My Baby aan het opnemen was. Een vertegenwoordiger van United Artists stelde voor dat de twee het lied als duet zouden zingen. In augustus 1974 verving het duo de Britse band Paper Lace aan de top van de hitlijst met hun nummer en bleef drie weken op #1 in de Billboard-hitlijsten. Het nummer haalde ook de hitlijsten in Europa. Het jaar daarop werd het gebruikt in de soundtrack van de film Jaws.
Anka en Coates namen samen andere nummers op, waaronder de Amerikaanse top 20-hits One Man Woman/One Woman Man, I Don't Like to Sleep Alone en (I Believe) There's Nothing Stronger Than Our Love. Als soloartiest wist Coates nu enkele plaatsen in de hitlijsten te behalen. In 1975 verscheen haar enige soloalbum Odia Coates en de ELO-cover Showdown bereikte #71 in de Amerikaanse hitlijsten. In 1976 publiceerde ze de discohit Make It Up to Me in Love, geschreven en geproduceerd door Anka. Daarna ebde haar carrière weg en Coates keerde terug naar het sessiewerk en de kerk. Bij Odia Coates werd in 1987 borstkanker vastgesteld, waaraan ze vier jaar later overleed.

## Overlijden
Odia Coates overleed in mei 1991 op 49-jarige leeftijd aan de gevolgen van borstkanker in het Kaiser Hospital Oakland.

## Discografie

### Singles
- 1974:	(You're) Having My Baby 15 (met Paul Anka)
- 1974: One Man Woman/One Woman Man (met Paul Anka)
- 1975:	I Don't Like to Sleep Alone (met Paul Anka)
- 1975: (I Believe) There's Nothing Stronger Than Our Love (met Paul Anka)
- 1975: Showdown
- 1975: Don't Leave Me in the Morning

### Albums
- 1975: Odia Coates (United Artists)

- International Standard Name Identifier: 0000 0004 0849 2740
- Library of Congress Control Number: n95106034
- MusicBrainz: b0e5edbd-40e0-4d3a-b1a4-d7c7bde21b0f
- Virtual International Authority File: 301034579